# Andiez
Trương Nguyễn Hoài Nam (sinh ngày 10 tháng 2 năm 1995) hay còn được biết đến với nghệ danh Andiez hay Andiez Nam Trương, là một nam ca sĩ, nhạc sĩ người Việt Nam.

## Tiểu sử
Andiez sinh ngày 10 tháng 2 năm 1995 tại Hà Nội. Từ năm 3 tuổi, bố mẹ ly hôn, anh phải sống với bà ngoại và mẹ. Nhà không quá nghèo nhưng từ nhỏ, anh đã không muốn dựa dẫm vào ai và tự lập bằng nhiều cách như bán vé số,  đánh giày, phục vụ quán cà phê, quán ăn hay bốc xếp hàng tại sân bay.
Cuối năm lớp 9, anh bị mắc bệnh thủy đậu và phải ở nhà gần 1 tháng. Để bớt buồn chán, anh đã tìm đến một trang web karaoke trực tuyến. Anh bắt đầu từ việc viết lời dựa trên giai điệu có sẵn của một ca khúc nhạc phim và được mọi người đón nhận. Sau đó anh tiếp tục thử sức sáng tác cả lời và giai điệu. Đây có thể xem là bước khởi đầu của anh vào sự nghiệp âm nhạc chuyên nghiệp.
Năm 2011, anh đã cover các bài hát rồi đăng lên mạng và lấy tên là "Lik"
Năm 2012, anh đi casting cho Stellaris Show: The Cover Show tại công ty Vietnam Artist Agency - VAA (Studio68) với loạt liên khúc các bài hát của 365 để có cơ hội được hát chung với nhóm, có mong muốn các thành viên trong nhóm hát sáng tác của anh nhưng thất bại
Sau khi 365 tan rã được 2 năm thì anh có cơ hội sáng tác cho các thành viên trong nhóm: Will với Tận cùng nỗi nhớ (2018) & Do em, do anh, do ai (#3D) (2019), Jun Phạm với Cô gái nhà bên (2019), S.T Sơn Thạch với Thật xa thật gần (2019) & Ngày thương tháng nhớ năm đợi (2022).

## Sự nghiệp âm nhạc

### 2017: Bước ngoặt sự nghiệp với bản hit "1 Phút"
Bước ngoặt lớn nhất của Andiez chính là khi ca khúc "1 Phút" ra đời. Ca khúc là câu chuyện của chàng trai không thể nào nói lời yêu với một người con gái nhưng ít ai biết rằng ý nghĩa thực sự của bài hát là lời chia tay mà Andiez muốn gửi đến những người yêu mến mình trên các diễn đàn âm nhạc khi quyết định ngưng mọi hoạt động âm nhạc để chuyên tâm vào một công việc hành chính để có cuộc sống ổn định, lấy vợ, sinh con.
Chỉ trong một đêm, ca khúc đã được đón nhận nồng nhiệt và lượt xem tăng lên rất nhiều. Anh đã được nhiều ca sĩ để ý, nhắn tin yêu cầu anh viết cho họ bài hát.

### 2018-nay: Bước chân vào Showbiz với lần tham gia Sing My Song - Bài Hát Hay Nhất,
Năm 2018 anh đã tham gia chương trình Sing My Song. Sân khấu Sing My Song có thể xem là sân khấu chuyên nghiệp đầu tiên mà anh được bước lên. Tuy chưa có thành tích nổi bật ở mùa đầu tiên, nhưng anh cũng đã để lại một ấn tượng đẹp trong lòng khán giả. Trở lại Sing My Song mùa 2, anh sáng tác và thể hiện ca khúc "Là Anh Đó" để thể hiện cảm xúc của chính mình khi chứng kiến một vụ tai nạn giao thông, và người yêu của một cô gái đã ra đi mãi mãi.
Bản thân anh cũng đã từng trải qua một vụ tai nạn khiến việc đi lại gặp khá nhiều khó khăn, chính vì thế anh đã không thể kìm được cảm xúc của mình khi chứng kiến vụ tại nạn đó, và đã sáng tác nên ca khúc "Là anh đó". Ca khúc có nội dung thể hiện về tâm trạng, suy nghĩ của chàng trai khi đang ở ranh giới giữa sự sống và cái chết và lời nhắn nhủ của người bạn trai đến người mình yêu rằng dù có như thế nào, cô gái hãy sống thật hạnh phúc, bởi vì đó mà điều người bạn trai này muốn.
Với giọng hát đầy cảm xúc, và những ca từ, giai điệu xuất phát từ nội tâm, Andiez đã khiến các vị huấn luyện viên của Sing My Song mùa hai không khỏi xúc động. Bốn vị huấn luyện viên đã lập tức gạt cần chọn Andiez và thuyết phục anh chàng về đội của mình. Và kết quả, Andiez đã chọn về đội của huấn luyện viên Hồ Hoài Anh.
Mặc dù nhiều khán giả cảm thấy tiếc nuối khi Andiez để chỉ giành giải Á quân nhưng chàng trai này lại cho rằng điều đó không quá quan trọng vì anh và Lộn Xộn Band (quán quân Sing My Song) khá thân với nhau.
Sau khi giành giải Á quân, anh dần bước chân vào con đường âm nhạc thực thụ. Anh đã cho ra mắt nhiều sản phẩm âm nhạc như "Anh Đánh Rơi Người Yêu Này" kết hợp cùng Amee, "Mãi Mãi Sẽ Hết Vào Ngày Mai",... đặc biệt là bài hát nhạc phim Chuyến đi của thanh xuân "Suýt Nữa Thì" đã được đón nhận nhiệt tình và nhanh chóng cán mốc 100 triệu lượt xem trên YouTube. Anh còn tham gia sáng tác cho một số ca sĩ như "Tận Cùng Nỗi Nhớ" của Will, "Đóa Hoa Hồng" và "Tôi Vẫn Hát" của Chi Pu, "Cần Một Lý Do" của Quang Đông và K-ICM,...
Gần đây anh đã quay trở lại với ca khúc "Chờ Đợi Có Đáng Sợ" sau cú sốc tinh thần từ dư luận.

## Giải thưởng và đề cử
- Thắng Giải Làn Sóng Xanh cho Top 10 Bài hát được yêu thích

## Chương trình truyền hình
- 2018: Sing My Song - Bài hát hay nhất (mùa 1)
- 2019:
  - Thiên đường ẩm thực (mùa 5, tập 1)
  - Bản lĩnh ngôi sao (tập 14)
- 2021:
  - Bản lĩnh ngôi sao (tập 124)
  - Úm ba la ra chữ gì (mùa 3, tập 12)
  - Nhanh như chớp (mùa 3, tập 23)
- 2022:
  - Góc nhỏ thanh xuân (mùa 2, tập 11)
  - 6 ô cửa bí ẩn (tập 12)
  - Quán ăn hạnh phúc (mùa 1, tập 4)
  - Không gian cảm xúc (mùa 1, tập 5)
- 2024: Thanh âm hạnh phúc (mùa 2, tập 9)

## Sáng tác
- 1 phút
- 3T (Tôi tồn tại) (Đỗ Phú Quí)
- Ai đang ở trong gương
- Anh 17 (với Seachains (đồng sáng tác))
- Anh chờ (Anh Tú Atus)
- Anh đang ở đâu đấy anh (Hương Giang)
- Anh đánh rơi người yêu này (với Amee)
- Anh đừng đi (với Lyly)
- Anh ở đây mà (Đức Phúc)
- Anh sẽ đến (OST Nhân duyên: Người yêu tiền kiếp) (Trịnh Thăng Bình)
- Anh tệ lắm (Dương Hoàng Yến)
- Anh vẫn hy vọng
- Bài hát của những ước mơ
- Berver
- Calling U (Gil Lê)
- Cần một lý do (Quang Đông & K-ICM)
- Cha đang ở đâu đấy cha (Nguyễn Ngọc Bảo Hân)
- Chàng và nàng (Rum)
- Chẳng còn tha thiết để yêu (Quốc Thiên)
- Chỉ cần mình thương nhau
- Chỉ còn em thôi (với Hương Ly)
- Chờ đợi có đáng sợ
- Chúng ta không còn chúng ta (Phạm Quỳnh Anh)
- Có ai vô hình trong tôi (Neon)
- Con đã về (Dương Edward)
- Cô gái nhà bên (Jun Phạm)
- Do em, do anh, do ai (3D#) (Will)
- Để anh được yêu em (Falling in love) (Duy Ngọc & Annie Thu Thủy)
- Điều tuyệt vời nhất (với Summer, Seachains)
- Đóa hoa hồng (Chi Pu)
- Đường em đi anh sẽ đi ngược lại (Ali Hoàng Dương)
- Đường một chiều (Huỳnh Tú ft Khói & Magazine)
- Em đã thấy anh cùng người ấy (Hương Giang)
- Em không cần (Trần Ngọc Ánh)
- Em tên là gì? (Gin Tuấn Kiệt)
- Follow my way (với Seachains (đồng sáng tác))
- Giờ em tính sao (với Khương Lê (đồng sáng tác), T.R.I)
- I don't know
- Khác biệt (đồng sáng tác với Khương Ngọc) (Quốc Thiên)
- Khi người con gái cô đơn (với GiGi Hương  Giang)
- Là anh đó
- Let me forget you (ft. F)
- M3. 14 (Mong em quay về) (với Dubbie)
- Mảnh ghép
- Mãi mãi sẽ hết vào ngày mai
- Mùa thu đi qua (với Alex Lam (đồng sáng tác))
- Ngày thương tháng nhớ năm đợi (S.T Sơn Thạch)
- Người nào hay (OST Friend zone) (Chi Pu)
- Những con đường cô đơn (Mai Anh Tài)
- Nói anh nghe được không
- Ối dồi ôi (với Phu Nho)
- Please (Hoàng Tôn)
- Quá khứ chỉ nên là quá khứ
- Quá khứ chỉ nên là quá khứ (Rap version)
- Suýt nữa thì (OST Chuyến đi của thanh xuân)
- Tan (DC Tâm)
- Tận cùng nỗi nhớ (Will)
- Thanh xuân là cả một đời (Gin Tuấn Kiệt)
- Thật tuyệt vời khi ở bên em (OST Thật tuyệt vời khi ở bên em)
- Thật xa thật gần (S.T Sơn Thạch)
- Thôi thì thôi thế thôi (Thái Tuyết Trâm)
- Thuận nước đẩu thuyền (đồng sáng tác với Thanh Hưng và S.T Sơn Thạch) (S.T Sơn Thạch)
- Tình yêu của anh
- Tôi vẫn hát (Chi Pu)
- Tôi yêu cô đơn (Thùy Chi)
- Trời tối (với LK (đồng sáng tác))
- Trước Tiên Anh Hãy Nói Chia Tay Em Đi (với Phúc Bồ) (Thiều Bảo Trâm feat Andiez)
- Tựa làn khói (với Neon, Seachains)
- Về với anh đi (OST game Hãy yêu cô ấy đúng cách - Trường sinh quyết)
- Xa anh (Đặng Thái Bình)
- Yêu em hơn mỗi ngày
- Yêu hết nỗi đau này (Anh Tú Atus & Koo)
- Yêu như cách em từng (Yến Trang)